# Neidenbach
Neidenbach é um município da Alemanha localizado no distrito (Kreis ou Landkreis) de Bitburg-Prüm, na associação municipal de Verbandsgemeinde Kyllburg, no estado da Renânia-Palatinado.